# Federico Coria
Federico Coria (* 9. März 1992 in Rosario) ist ein argentinischer Tennisspieler.

## Karriere
Federico Coria, dessen älterer Bruder Guillermo Coria ebenfalls ein professioneller Tennisspieler und im Mai 2004 die Nummer drei der Welt war, begann mit fünf Jahren mit dem Tennis. Bei den Junioren stand er 2010 in Wimbledon sowohl im Einzel als auch im Doppel im Hauptfeld, verlor aber jeweils sein Auftaktmatch. Seine beste Platzierung in der Junior-Weltrangliste war ein kombinierter 55. Rang.
2009 gab Coria sein Debüt auf der drittklassigen ITF Future Tour und konnte insbesondere im Doppel zu Beginn mehrere Halbfinals und Finals erreichen. In den Folgejahren verbesserte er sich durch Erfolge auf der Future Tour weiter in der Weltrangliste und schaffte schließlich in Cali zum ersten Mal den Sprung in ein Hauptfeld der höher dotierten ATP Challenger Tour. Im Folgejahr erreichte er in Santiago de Chile sein erstes Viertelfinale auf der Challenger Tour und beendete das Jahr auf dem 353. Rang.
Nachdem er 2015 in der Rangliste stagnierte und auch keine weiteren Titel gewinnen konnte, gelang ihm 2016 sein erster Titelgewinn auf der Challenger Tour. An der Seite seines Landsmannes Tomás Lipovsek Puches gewann er in Campinas den Doppelbewerb durch einen Zweisatzsieg gegen die topgesetzte Paarung Sergio Galdós und Máximo González. 2017 startete er in Wimbledon und bei den US Open in der Qualifikation, scheiterte aber beide Male an seinem Auftaktgegner. Mitte des Jahres erreichte er sowohl im Einzel mit einem 223. Rang als auch im Doppel mit einem 275. Rang seine bis dato beste Platzierung.
Zu seinem Debüt auf der ATP World Tour kam er im Mai 2018 in Lyon. Er rückte als Lucky Loser in das Hauptfeld nach und besiegte überraschend Nicolás Kicker, die damalige Nummer 84 der Welt, in drei Sätzen. Im Juni wurde Coria wegen eines Verstoßes gegen das Tennis-Anti-Korruptions-Programm für acht Monate gesperrt und mit einer Geldstrafe von 10.000 $ belegt, wobei sechs Monate zur Bewährung ausgesetzt wurden. Ihm war 2015 bei einem Future-Turnier Geld angeboten worden, wenn er einen Satz verlöre. Er nahm das Geld zwar nicht an, meldete den Vorfall aber auch nicht. Nach Ablauf seiner zweimonatigen Sperre gewann er im August ohne Satzverlust seinen neunten Einzeltitel auf der Future Tour.
Seinen ersten Challenger-Einzeltitel gewann er im Mai 2019 in Savannah. Im Finale setzte er sich in drei Sätzen gegen den Zweitgesetzten Paolo Lorenzi durch. Er erreichte mit dem 216. Rang einen neuen Karrierebestwert.

## Erfolge
| Legende (Anzahl der Siege)  |
| Grand Slam                  |
| ATP World Tour Finals       |
| ATP World Tour Masters 1000 |
| ATP World Tour 500          |
| ATP World Tour 250          |
| ATP Challenger Tour (7)     |

### Einzel

#### Turniersiege
| Nr. | Datum              | Turnier    | Belag | Finalgegner       | Ergebnis      |
| --- | ------------------ | ---------- | ----- | ----------------- | ------------- |
| 1.  | 5. Mai 2019        | Savannah   | Sand  | Paolo Lorenzi     | 6:3, 4:6, 6:2 |
| 2.  | 19. Juni 2021      | Prostějov  | Sand  | Alex Molčan       | 7:61, 6:3     |
| 3.  | 28. November 2021  | Brasília   | Sand  | Jaume Munar       | 7:5, 6:3      |
| 4.  | 26. Juni 2022      | Mailand    | Sand  | Francesco Passaro | 7:62, 6:4     |
| 5.  | 29. Januar 2023    | Concepción | Sand  | Timofei Skatow    | 6:4, 6:3      |
| 6.  | 17. September 2023 | Stettin    | Sand  | Vít Kopřiva       | 6:1, 7:64     |

#### Finalteilnahmen
| Nr. | Datum            | Turnier | Belag | Finalgegner    | Ergebnis      |
| --- | ---------------- | ------- | ----- | -------------- | ------------- |
| 1.  | 18. Juli 2021    | Båstad  | Sand  | Casper Ruud    | 3:6, 3:6      |
| 2.  | 12. Februar 2023 | Córdoba | Sand  | Sebastián Báez | 1:6, 6:3, 3:6 |

### Doppel

#### Turniersiege
| Nr. | Datum           | Turnier  | Belag     | Partner               | Finalgegner                   | Ergebnis |
| --- | --------------- | -------- | --------- | --------------------- | ----------------------------- | -------- |
| 1.  | 8. Oktober 2016 | Campinas | Hartplatz | Tomás Lipovsek Puches | Sergio Galdós Máximo González | 7:5, 6:2 |

## Abschneiden bei Grand-Slam-Turnieren

### Einzel
| Turnier         | 2017 | 2018 | 2019 | 2020 | 2021 | 2022 | 2023 | 2024 | 2025 | Karriere |
| --------------- | ---- | ---- | ---- | ---- | ---- | ---- | ---- | ---- | ---- | -------- |
| Australian Open | —    | —    | —    | Q2   | 1    | 1    | 1    | 1    | 1    | 1        |
| French Open     | —    | —    | —    | 3    | 2    | 1    | 1    | 1    | Q2   | 3        |
| Wimbledon       | Q1   | —    | Q1   |      | 1    | 1    | 1    | 1    |      | 1        |
| US Open         | Q1   | —    | Q1   | 2    | 1    | 2    | Q3   | 1    |      | 2        |

Zeichenerklärung: S = Turniersieg; F, HF, VF, AF = Einzug ins Finale / Halbfinale / Viertelfinale / Achtelfinale; 1, 2, 3 = Ausscheiden in der 1. / 2. / 3. Hauptrunde; Q1, Q2, Q3 = Ausscheiden in der 1. / 2. / 3. Qualifikationsrunde; nicht ausgetragen

### Doppel
| Turnier         | 2020 | 2021 | 2022 | 2023 | 2024 | Karriere |
| --------------- | ---- | ---- | ---- | ---- | ---- | -------- |
| Australian Open | —    | 1    | 1    | 1    | —    | 1        |
| French Open     | 2    | 1    | 1    | —    | —    | 2        |
| Wimbledon       |      | —    | —    | —    | 1    | 1        |
| US Open         | —    | 1    | 1    | —    | 2    | 2        |